# 大分県立中津北高等学校
大分県立中津北高等学校（おおいたけんりつなかつきたこうとうがっこう）は、大分県中津市中央町一丁目にある県立高等学校である。

## 設置学科
- 普通科

## 年表
- 1911年 - 下毛郡立高等女学校として創立[1]。
- 1915年 - 大分県立中津高等女学校と改称。
- 1931年 - 20周年記念行事。
- 1948年 - 新学制により大分県立中津中学校及び大分県立中津高等女学校が大分県立中津第一高等学校になる。定時制を設置、柿坂・跡田に分校を設置。旧中学を第一部、旧高女を第二部と称する。
- 1949年 - 男女共学となり、旧中学を南校舎、旧高女を北校舎と称する。
- 1951年 - 大分県立中津西高等学校南校舎、北校舎と改称。
- 1953年 - 南（旧中学）北（旧高女）校舎をそれぞれ分離独立。北校舎は大分県立中津北高等学校と改称。
- 1959年 - 新校舎落成。
- 1960年 - 武道場落成。
- 1962年 - プール完成。
- 1963年 - 新校舎落成。
- 1964年 - 体育館落成。
- 1971年 - 理数科、衛生看護科新設（1979年廃止）。
- 1981年 - 武道場落成。
- 1984年 - 北高会館落成。
- 1987年 - 校訓制定。
- 1993年 - 新校舎落成。80周年記念行事。
- 2003年 - 90周年記念行事。
- 2011年 - 100周年記念行事。

## 部活動
書道部は国際高校生選抜書展（書の甲子園）で第22回（13年度）に団体準優勝、第23回（14年度）に団体優勝を果たした。女子バスケットボール部も高校総体に10回出場し、ウインターカップに9回出場している。
柔道事故
2015年5月21日、初段の一年生男子部員が乱取り稽古中に頭部を強打して急性硬膜下血腫の緊急手術を行い、当該生徒は医療機関でリハビリに専念した。後に事故調査委員会を設置し、報告した。
大分県立中津北高等学校柔道事故調査報告書について（概要) 大分県教育委員会

## 交通
九州旅客鉄道（JR九州）中津駅南口より、大交北部バス
- 中津北高校経由便にて中津北高校前バス停下車。
- 耶馬溪方面行きにて中津北高校入口バス停下車、徒歩約10分。

## 著名な出身者
- 石川才顕 - 刑事法学者（刑事訴訟法、刑法）。元日本大学法学部教授。[要出典]
- 新貝正勝 - 前中津市長。元防衛庁契約本部長[4]。
- 奥塚正典 - 中津市長。元大分県総務部長、大分空港ターミナル社長[5]。
- 横光克彦 - 衆議院議員（立憲民主党）。俳優（特捜最前線・紅林刑事役）[6]。
- 松下竜一 - 小説家・歌人[7]。
- 今沢哲男 - アニメーション演出家・アニメーション監督。[要出典]
- 滝ともはる - シンガーソングライター[8]。
- 久恒啓一 - 多摩大学教授[9]。
- 平野聡 - トプコン代表取締役会長、JVCケンウッド社外取締役[10]。
- 木下菜月 - バスケットボール選手[11]